# Blue (álbum de Joni Mitchell)
Blue é o quarto álbum de estúdio da cantora e compositora canadense Joni Mitchell e é creditado tanto pela critica especializada, quanto por fãs da artista, como o seu melhor disco, tendo grandiosa influência e prestigio no mundo da música desde o seu lançamento. O álbum é também comumente citado como um dos melhores já feitos, ocupando sempre lugar de destaque nas listas de “melhores álbuns de todos os tempos”. Foi certificado de ouro e chegou a atingir o #15 lugar nas paradas da Billboard daquele mesmo ano. Em Janeiro de 2000, foi eleito pelo The New York Times como um dos 25 álbuns que representam “pontos de virada e pincelagem na música popular do século 20”. O álbum começou a ser produzido após o rompimento amoroso de Joni com o também músico e então namorado Graham Nash e foi apontado por críticos e afins como o melhor álbum sobre relacionamentos de sempre, adquirindo títulos como o de “álbum confessional por excelência”. “Blue” também está incluso na lista dos 200 álbuns definitivos no Rock and Roll Hall of Fame.
| Críticas profissionais        | Críticas profissionais |
| Avaliações da crítica         | Avaliações da crítica  |
| Fonte                         | Avaliação              |
| ----------------------------- | ---------------------- |
| Allmusic                      | [ 1 ]                  |
| About.com                     | [ 2 ]                  |
| Pitchfork Media               | (10/10)                |
| Paul Roland                   | [ 4 ]                  |
| Rolling Stone                 | (positive)             |
| Rolling Stone Album Guide     | [ 6 ]                  |
| Martin C. Strong              | (9/10)                 |
| Encyclopedia of Popular Music | [ 4 ]                  |

## Honrarias
- Em 2003, Blue foi listado na #30 posição da lista dos 500 melhores álbuns de todos os tempos, promovida pela revista Rolling Stone. Tendo sido a mais alta posição para uma artista do sexo feminino.[7]
- Em 2000, Blue liderou a lista da revista Chart que promoviam os “50 melhores álbuns canadenses de todos os tempos”
- Em 2007, Blue foi listado como o segundo melhor álbum já feito por um artista canadense no livro de Bob Mersereau, perdendo apenas para Neil Young com o álbum Harvest.
- Em 2001, Blue foi eleito o #14 na lista dos ‘100 melhores albuns de todos os tempos’ promovida pelo canal VH1, tendo sido a mais alta posição para uma artista do sexo feminino.[8]
- Blue foi votado o #13 na lista dos ‘Top 100 melhores álbuns de sempre’, pela Hotpress Magazine'
- Em 2002, a Q Magazine nomeou "Blue" como o #8 melhor álbum já lançado por uma artista do sexo feminino.[9]
- Blue foi eleito pelo Channel 4’s o #66 melhor álbum na sua lista dos ‘100 melhores álbuns’
- Em 2006, Blue foi listado pela Revista Time' como um dos 100 melhores álbuns de todos os tempos[10]
- Em 2012, a Rolling Stone o elegeu o Segundo melhor álbum lançado por um artista do sexo feminino em sua lista "Women Who Rock: The 50 Greatest Albums Of All Time" perdendo apenas para “I Never Loved a Man the Way I Love You” álbum da cantora americana de soul Aretha Franklin.

## Faixas
Todas as faixas são compostas, arranjadas e produzidas por Joni Mitchell
Lado Um
1. "All I Want" – 3:32
2. "My Old Man" – 3:33
3. "Little Green” – 3:25
4. "Carey" – 3:00
5. "Blue" – 3:00

Lado 2
1. "California" – 3:48
2. "This Flight Tonight" – 2:50
3. "River" – 4:00
4. "A Case of You" – 4:20
5. "The Last Time I Saw Richard" – 4:13

## Produção
- Joni Mitchell – guitarra, piano, vocal
- Stephen Stills – Baixo e guitarra em "Carey"
- James Taylor – Guitarra em "California", "All I Want", "A Case of You"
- Sneaky Pete Kleinow – Pedal steel em "California", "This Flight Tonight"
- Russ Kunkel – bateria em "California", "Carey", "A Case of You"